# インターフェース (雑誌)
『インターフェース』（Interface）はCQ出版社が出版している組み込みシステム技術者向けの雑誌である。
コンピュータを主題に扱う専門誌としては歴史が長い。

## 概要
CQ出版発行の雑誌『トランジスタ技術』の別冊として、1973年12月発売の1974年1月号から発行された。その後、1975年12月号で別冊から独立する形で創刊された（当時は隔月刊）。1979年1月号から月刊化。1996年1・2月号の「新装刊号」から英文表記のロゴが誕生した。2006年6月号では、32ビットマイコンボードの基板を付録に採用し、その後も何度か基板を付録にしている。2018年12月25日発売の2019年2月号で、通巻500号を迎えた。
『トランジスタ技術』が主にハードウェアおよび電気電子の基礎技術を取り扱った内容であることに対し、ソフトウェア・OS・ファームウェア・プログラミング言語・アプリケーション・マイクロプロセッサ・ネットワークなどコンピューター技術に関する情報およびそれを用いた工作を取り扱っている。

## 節目の号
- 『トランジスタ技術』別冊として発行 - 1974年1月号[1]
- 独立創刊 - 1975年12月号[1]
- 100号 - 1985年9月号[1]
- 200号 - 1994年1月号[1]
- 300号 - 2002年6月号[1]
- 400号 - 2010年10月号[1]
- 500号 - 2019年2月号